# Калинина (Ленинградский район)
Калинина — упразднённый хутор в Ленинградском районе Краснодарского края России. На момент упразднения входил в состав Крыловского сельского округа. В 1997 хутор исключен из учётных данных.

## География
Располагался на левом берегу реки Челбас, примерно в 3,5 км (по прямой) к западу от окраины станицы Крыловская.

## История
Хутор основан в 1924 году. В 1926 году посёлок Калинина (он же Морозов) состоял из 47 хозяйств. В административном отношении входил в состав Крыловского сельсовета Каневского района Кубанского округа Северо-Кавказского края.
Постановлением заксобрания Краснодарского края от 27 мая 1997 года № 639-П хутор исключен из учётных данных.

## Население
По переписи 1926 г. в посёлке проживало 214 человек (108 мужчин и 106 женщин), основное население — украинцы.